# Ischnochiton indianus
Ischnochiton indianus är en blötdjursart som beskrevs av Eugène Leloup 1981. Ischnochiton indianus ingår i släktet Ischnochiton och familjen Ischnochitonidae. Inga underarter finns listade i Catalogue of Life.